# Мартинес Абадес, Хуан
Хуан Мартинес Абадес (исп. Juan Martínez Abades, 7 марта 1862, Хихон, Овьедо — 19 января 1920, Мадрид) — испанский художник в стиле натурализма, специализировался на морских пейзажах и других морских сценах Зелёной Испании. Он также был талантливым автором песен и полупрофессиональным певцом.

## Биография
Хуан родился в Хихоне. Его отец был промышленником; Хуан получил среднее образование в Real Instituto Jovellanos — школе, посвящённой горному делу и морским занятиям, основанной Гаспаром Мельчором де Ховельяносом. Здесь он впервые проявил свои художественные таланты, копируя работы из коллекции Ховельяноса. Позже он отправился в Мадрид, где с 1880 по 1887 год учился в Escuela Especial de Pintura, Escultura y Grabado (филиал Королевской академии изящных искусств Сан-Фернандо). Среди его учителей были скульптор Хосе Грахера и художник Игнасио Суарес Льянос.
После окончания он участвовал в Национальной выставке изящных искусств с исторической картиной на тему смерти Мессалины. На этом основании он получил стипендию на поездку от Diputación de Oviedo, которая позволила ему посетить Италию и учиться в Академии Святого Луки. В 1890 и 1892 годах он был удостоен второго места на Национальной выставке и занял первое место в 1901 году.
При поддержке Флоренсио Вальдеса (1836-1910, промышленник и соучредитель газеты El Comercio) он смог обосноваться в Мадриде. Он участвовал во всех национальных выставках до 1917 года и выступал как композитор, иногда исполняя собственные произведения. Его купле были записаны, в частности, Ракель Мельер и Сарой Монтьель, и они появляются в саундтреке к фильму «Продавщица фиалок» (1958).
С 1894 года и до своей смерти он часто делал иллюстрации для журнала Blanco y Negro. Он также выставлялся даже в Чикаго (Всемирная Колумбова выставка, 1893) и Гаване (1914).
Его брак с женщиной с Канарских островов в 1891 году привёл к работе по украшению мэрии в Санта-Крус-де-Тенерифе, а его морские картины стали очень эклектичными, включая сцены в стиле костумбристов, новые и исторические корабли, птиц и геологические образования.
Снижение популярности этих типов картин на рубеже веков заставило его больше сосредоточиться на своей карьере автора песен, хотя с 1912 по 1914 год он разработал серию календарей, которые использовались испанским флотом. Он умер в Мадриде в возрасте 57 лет. В 1987 году Музей изящных искусств Астурии организовал крупную передвижную ретроспективу его работ.

## Избранные произведения

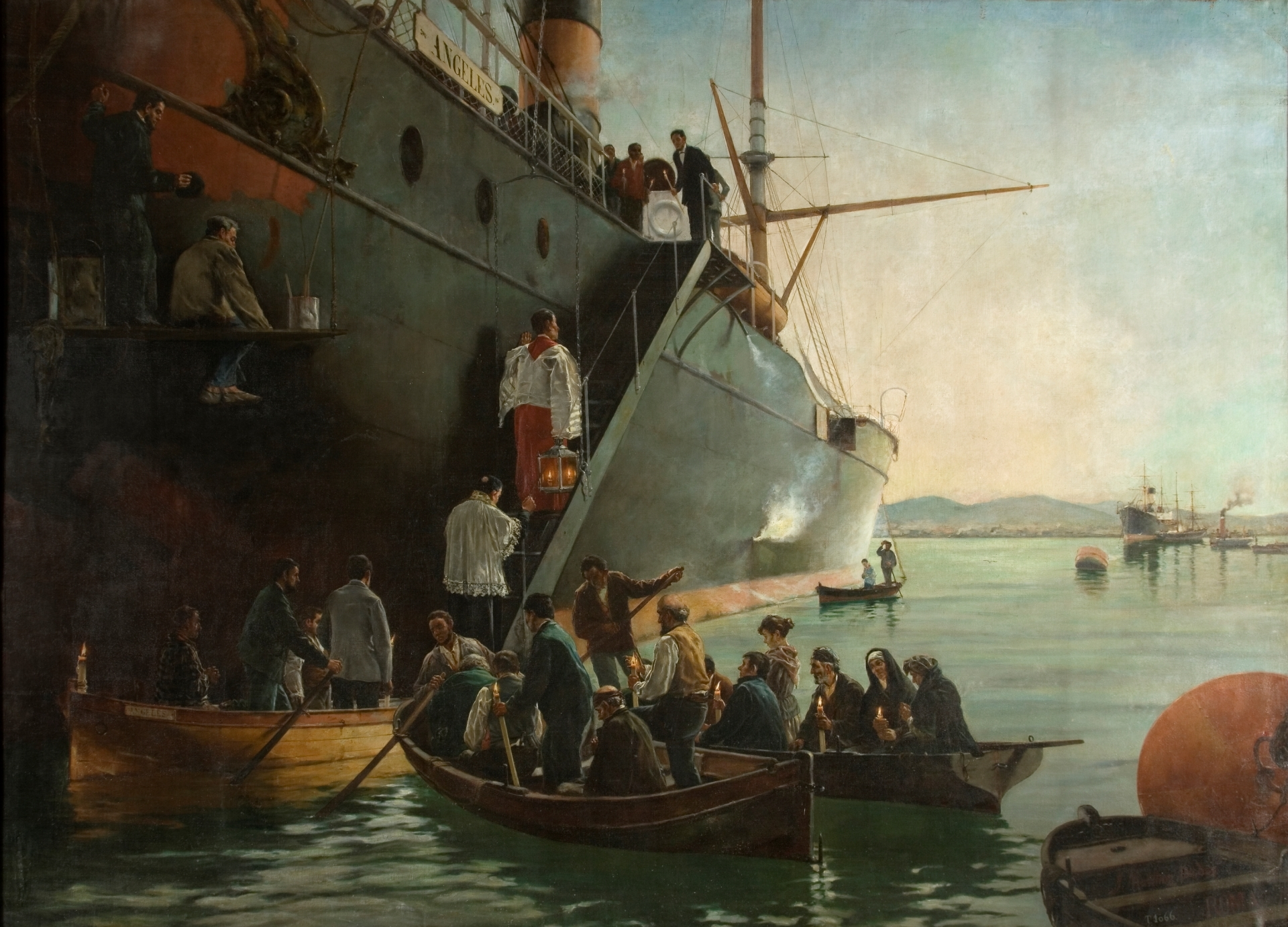
Виатикум поднимается на борт. (Национальная выставка, 1890)
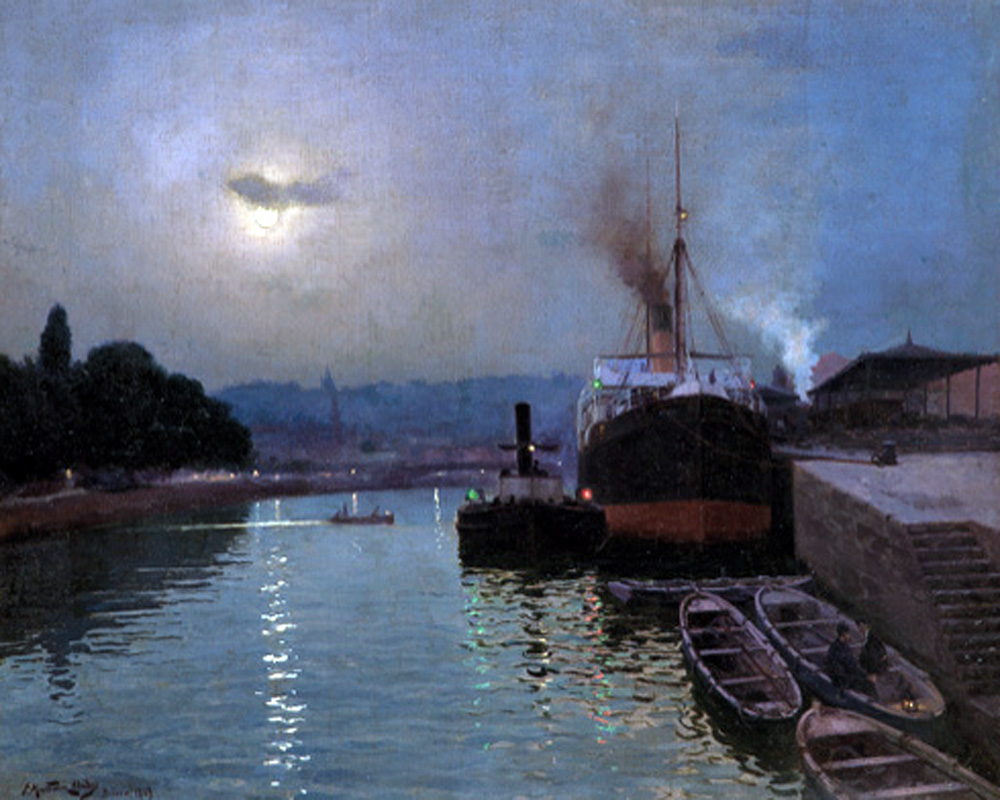
Ночь в порту Бильбао
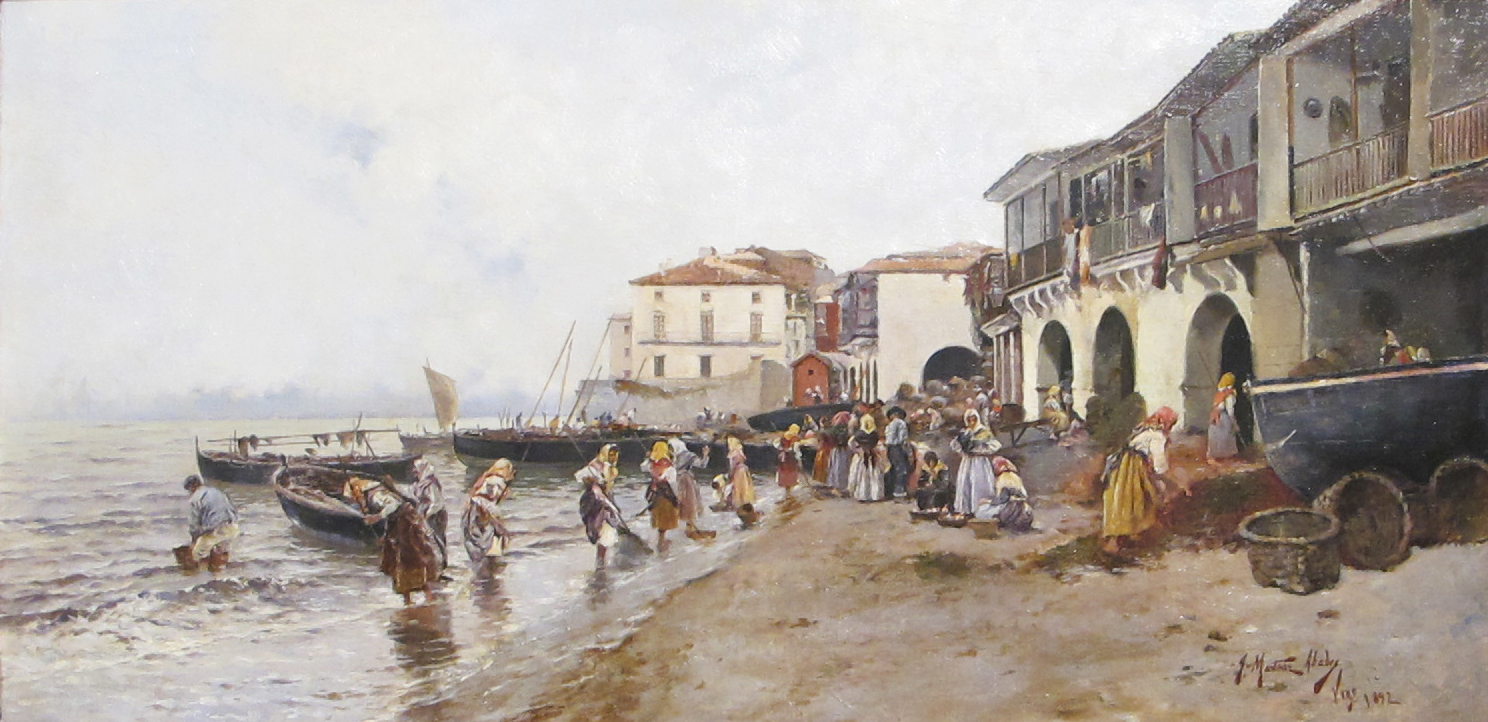
Сбор водорослей на берегу в Бербесе[англ.].